# 비토리아 (이탈리아)

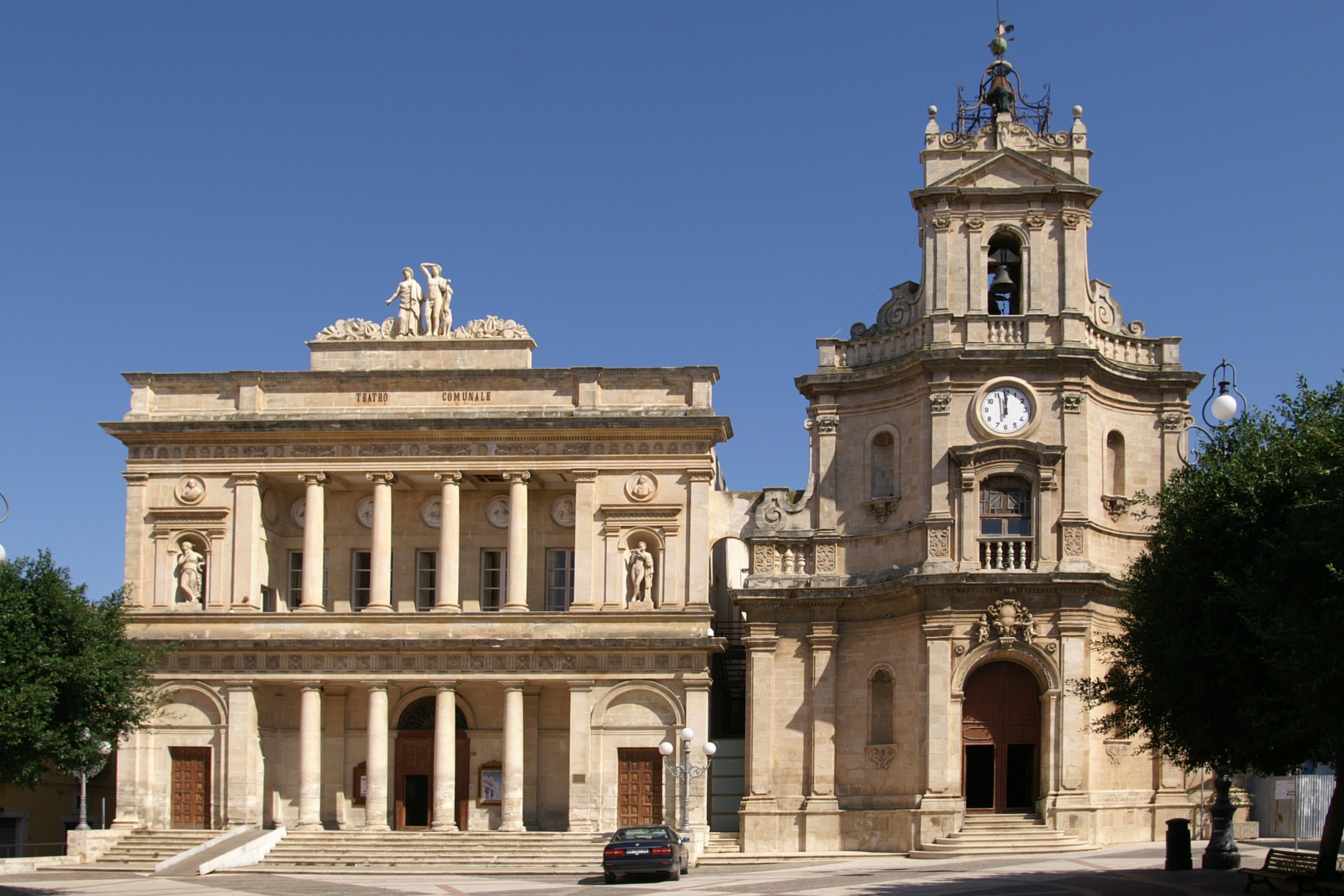
비토리아 국민광장

비토리아(이탈리아어: Vittoria)는 이탈리아 시칠리아 라구사도에 위치한 코무네로 면적은 181.31km2, 높이는 168m, 인구는 61,221명(2006년 12월 31일 기준), 인구 밀도는 340명/km2이다. 라구사 현에서 라구사에 이어 2번째로 인구가 많은 코무네이다.
피노달레포 천연보호구역(Pino d'Aleppo)의 남쪽에 위치하며 지중해 연안과 접한다. 시라쿠사에서 108km, 카타니아에서 131km 정도 떨어진 곳에 위치한다. 체스판 모양을 띤 현대적인 거리, 아라비아의 시칠리아 지배 시대에 등장한 자수 공예로 유명한 곳이다.

## 자매 도시
- 헝가리 마테설커
- 몰타 시지위